# Kosmos 1904
Kosmos 1904, sovjetski vojni navigacijski i komunikacijski satelit iz programa Kosmos. Vrste je Parus.
Lansiran je 23. prosinca 1987. godine u 20:22 s kozmodroma Pljesecka, s mjesta 133/3. Lansiran je u nisku orbitu oko planeta Zemlje raketom nosačem Kosmos-3M 11K65M. Prema NASI, lansirno vozilo bio je modificirani SS-5 (SKean IRBM) uz gornji stupanj. Orbita mu je 968 km u perigeju i 1007 km u apogeju. Orbitne inklinacije je 82,91°. Spacetrackov kataloški broj je 18709. COSPARova oznaka je 1987-106-A. Zemlju obilazi u 104,86 minuta. Pri lansiranju bio je mase 810kg. 
Iz misije je ostao još jedan dio koji je ostao kružiti u niskoj orbiti.

## Vanjske poveznice
- N2YO.com Search Satellite Database (engl.)
- Celes Trak SATCAT Format Documentation (engl.)
- Kunstman  Arhivirana inačica izvorne stranice od 12. kolovoza 2019. (Wayback Machine) Satellites in Orbit (engl.)